# China Merchants Group
China Merchants Group Limited (Chinees: 招商局集团; pinyin: Zhaoshangju Jituan) is een internationaal staatsbedrijf van de Volksrepubliek China. Het bedrijf opereert onder auspiciën van het Chinese ministerie van Transport.
De onderneming werd in 1872 in Shanghai opgericht als China Merchants Steam Navigation Company, en heeft zich sinds de jaren tachtig ontwikkeld tot een van China's belangrijkste staatsbedrijven. Haar internationale rol is sedert 2010 nog uitgebreid als gevolg van China's Nieuwe Zijderoute-strategie. In de westerse media is China Merchants Group (CMG) vooral bekend omdat het wordt bekritiseerd als instrument voor China's zogenoemde "schuldenvaldiplomatie". De Groep heeft ook juridische geschillen met Dubai Ports World, een andere havenexploitant, over concessierechten in de haven van Djibouti.

## Geschiedenis
De voorgeschiedenis gaat terug tot de stichting van de onderneming in 1872 door Li Hongzhang, een hoge mandarijn onder de Qing-dynastie. Tijdens de Chinese Burgeroorlog (1927-1949) werd de hoofdzetel overgebracht naar Taipei (Taiwan), waar het fusioneerde met de Yang Ming Marine Transport Corporation. Dankzij een dochterbedrijf in Hongkong kon de naam behouden blijven, later omgevormd tot China Merchants Group Limited.
Tijdens het Mao-tijdperk (1949-1976) raakte het bedrijf naar de achtergrond. Dit veranderde met de openstelling van de Chinese economie na 1978 onder Deng Xiaoping. Op 31 januari 1979 werd Yuan Geng de eerste CEO van het bedrijf. Hij had eerder de Shekou Industrial Zone in Shenzhen opgericht, waarvoor de China Merchants Group nu de drijvende kracht werd.
Behalve in Hongkong en op het Chinese vasteland is CMG nu ook actief op strategische locaties in de hele wereld:
- Zuid-Azië: onder meer in de haven van Hambantota (Sri Lanka)
- Europa: in Griekenland, Litouwen en Wit-Rusland
- Afrika: in Lagos (Nigeria) en Djibouti.

## Structuur
China Merchants Group Limited had in 2022 ongeveer 230.000 mensen in dienst, en groepeert in haar kernactiviteiten 12 belangrijke dochterondernemingen:
- China Merchants Ports Holdings Company Limited (CMPort)
- China Merchants Finance Holdings Co., Ltd (CMF)
- China Merchants Energy Shipping Co., Ltd (CMES)
- China Merchants Industry Group Co., Ltd (CMI)
- China Merchants Hoi Tung Trading Company Co., Ltd (CM Hoi Tung)
- China Merchants Investment Development Co., Ltd (CMID)
- China Merchants Shekou Holdings (CM Shekou)
- China Merchants Expressway Network ＆ Technology Co.,Ltd (CMET)
- China Merchants Logistics Holding Group Co., Ltd (CML)
- Zhangzhou China Merchants Economic and Technological Development Zone (CMZD)
- China Merchants Chongqing Communication Research and Design Institute Co., Ltd (CMCT)
- China Merchants Venture Capital Management Co., Ltd

## Bedrijfsvlaggen

1873-1942
1942-1951 (- 1972 in Taiwan)
1951-1984